# Доллар Проливов
Доллар Проливов, стрейтсдоллар (англ. Straits dollar) — денежная единица английской колонии Стрейтс-Сетлментс, бывшая в обращении с 1904 по 1939 годы. Помимо Стрейтс-Сетлментс, её также использовали Объединённые Малайские Султанаты, Необъединённые Малайские Султанаты, Саравак, Бруней и Северное Борнео.

## История
В начале XIX века наиболее используемой в Ост-Индии валютой был испанский доллар, отчеканенный как в Испании, так и в Новом Свете (в основном в Мексике). Так как в 1830-х годах Стрейтс-Сетлментс стали частью Британской Индии, то с 1837 года единственной официальной денежной единицей Поселений у проливов стала индийская рупия. Тем не менее испанский доллар продолжал оставаться в обращении, и в 1845 году в Стрейтс-Сетлментс была введена своя монетная система, где доллар, равный испанскому доллару или мексиканскому песо, делился на 100 центов. В 1867 году Стрейтс-Сетлментс были выделены в отдельную королевскую колонию, и доллар стал основной денежной единицей.
С 1898 года выпуск долларов взял в свои руки Совет уполномоченных по денежному обращению, а частным банкам было запрещено печатать банкноты. В последующие восемь лет стоимость доллара понижалась, и в 1906 году он был приравнен к 2 шиллингам 4 пенсам.
В 1939 году доллар Проливов был заменён на малайский доллар.

## Монеты
Первыми монетами, отчеканенными для Стрейтс-Сетлментс, были монеты в ¼, ½ и 1 цент, выпущенные в 1845 году. Их отчеканила Британская Ост-Индская компания, и на них не было никаких отметок касательно места обращения. В 1862 году правительство Британской Индии повторило выпуск монет этих же номиналов, на этот раз на них было написано «India — Straits» («Индия — Проливы»).
В 1871 году для Стрейтс-Сетлментс были выпущены серебряные монеты номиналом в 5, 10 и 20 центов, в следующем году — медные монеты номиналом в ¼, ½ и 1 цент, а в 1886 году — серебряные монеты номиналом в 50 центов. Серебряные доллары впервые были отчеканены в 1903 году.
В специальном трёхстраничном выпуске «Straits Settlements Government Gazette» от 24 августа 1904 августа была опубликована прокламация губернатора сэра Джона Андерсона, гласящая:
С 31 августа 1904 года британский, мексиканский и гонконгский доллары прекращают быть законным платёжным средством в Стрейтс-Сетлментс, им на смену приходит новый Доллар Стрейтс-Сетлментс.
Целью этой акции было установить обменный курс для доллара Проливов, отличный от курса других серебряных долларов, имевших хождение в регионе, особенно от Британского торгового доллара. Идея заключалась в том, чтобы когда курс новой валюты значительно отойдёт от прочих серебряных долларов — прикрепить её к фунту стерлингов, тем самым переведя Стрейтс-Сетлментс на золотой стандарт. Это закрепление было осуществлено, когда доллар Проливов стал стоить 2 шиллинга 4 пенса.
Через несколько лет серебро сильно подорожало, вследствие чего стоимость серебряного доллара Проливов стала выше его значения в золоте. Чтобы избежать переплавки долларов, в 1907 году была выпущена в обращение новая монета с пониженным содержанием серебра. Последние монеты номиналом в ¼ цента были отчеканены в 1916 году, последние долларовые монеты были выпущены в обращение в 1920 году, чеканка монет номиналом в 50 центов была прекращена в 1921 году, прочие монеты чеканились до 1935 года.

## Банкноты
Властям Стрейтс-Сетлментс было дозволено выпускать собственные деньги Ординансом от 1897 года, который вступил в силу 31 августа 1898 года. Первые банкноты, номиналом в 5 и 10 долларов, были датированы 1 сентября 1898 года, но в реальности были выпущены в обращение в мае 1899 года. Помимо Совета уполномоченных по денежному обращению, их также выпускали и некоторые частные банки. Все банкноты свободно обменивались на мексиканский доллар и другие серебряные монеты, являвшиеся официальным платёжным средством в колонии.
В 1901 году был произведён новый выпуск банкнот номиналом в 5 и 10 долларов. На этот раз они были разного размера, чтобы облегчить распознавание. Тогда же были выпущены банкноты номиналом в 50 и 100 долларов.
В 1903 году была выпущена серебряная монета номиналом в 1 доллар, которая стала основным средством платежа. Однако рост цен на серебро вынудил власти вскоре перейти к чеканке монет с более низким содержанием серебра, а с 1906 года начали печататься банкноты номиналом в 1 доллар. Для замены монет было выпущено большое количество банкнот этого номинала.
В 1915—1920 годах были проведены выпуски банкнот номиналом в 1.000 долларов (для межбанковских операций), 10 и 25 центов, а также изменён дизайн банкнот номиналом в 50 и 100 долларов. В октябре 1922 года для межбанковских операций были впервые выпущены банкноты номиналом в 10.000 долларов.